# Suculenta

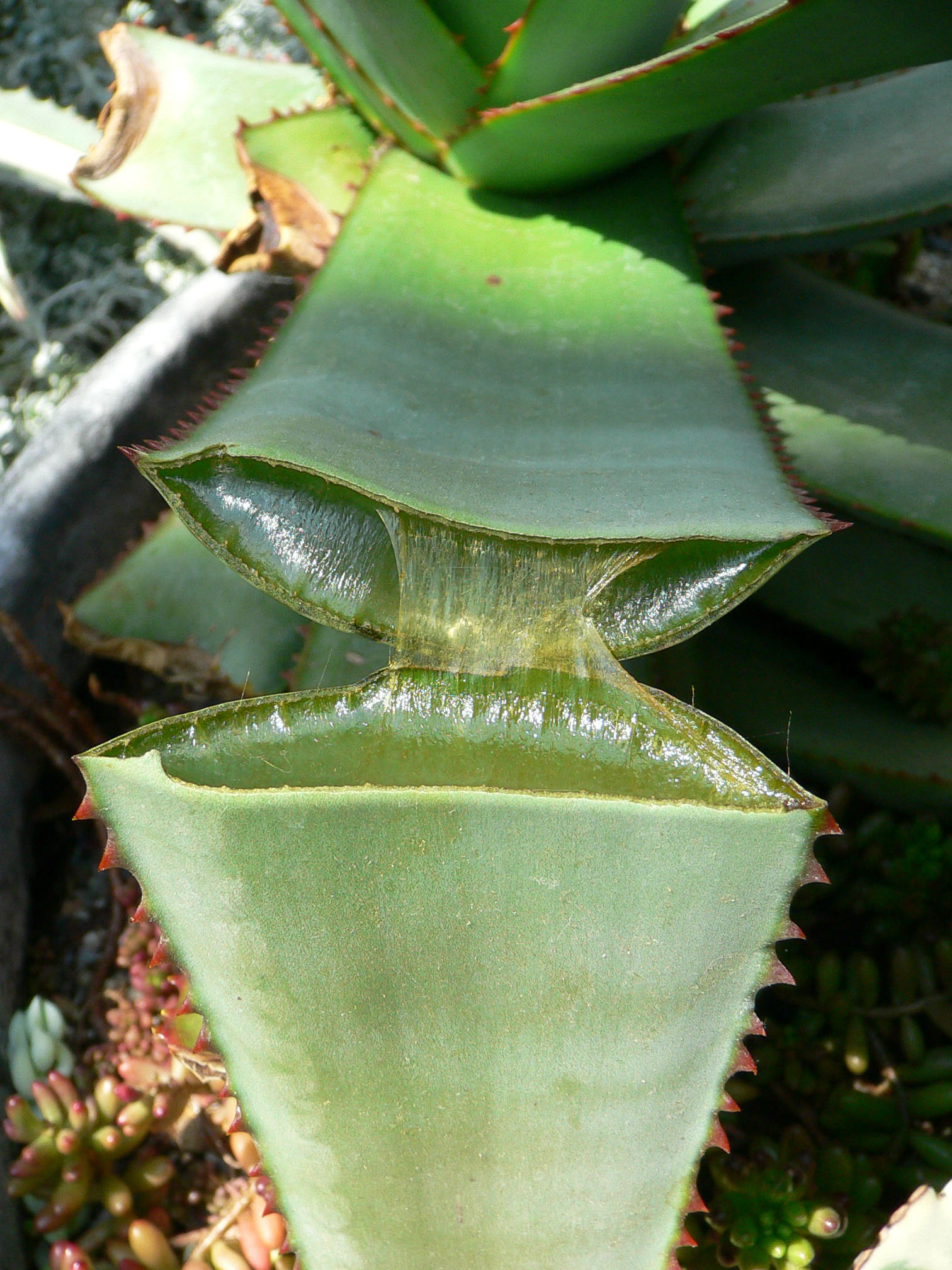
Sección de una hoja de Aloe vera, una especie de hojas suculentas.

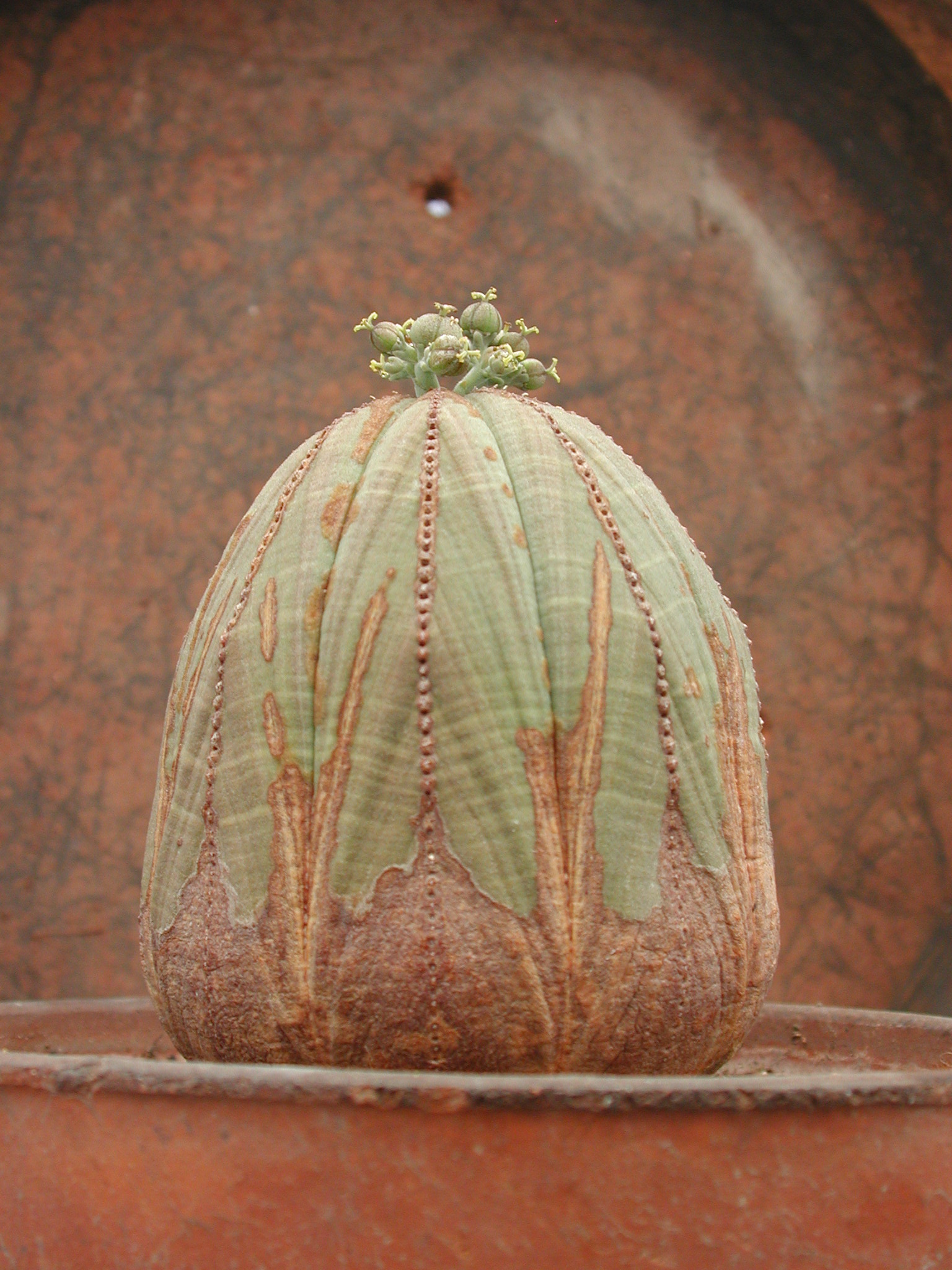
Euphorbia obesa, una euforbiácea de tallo suculento.

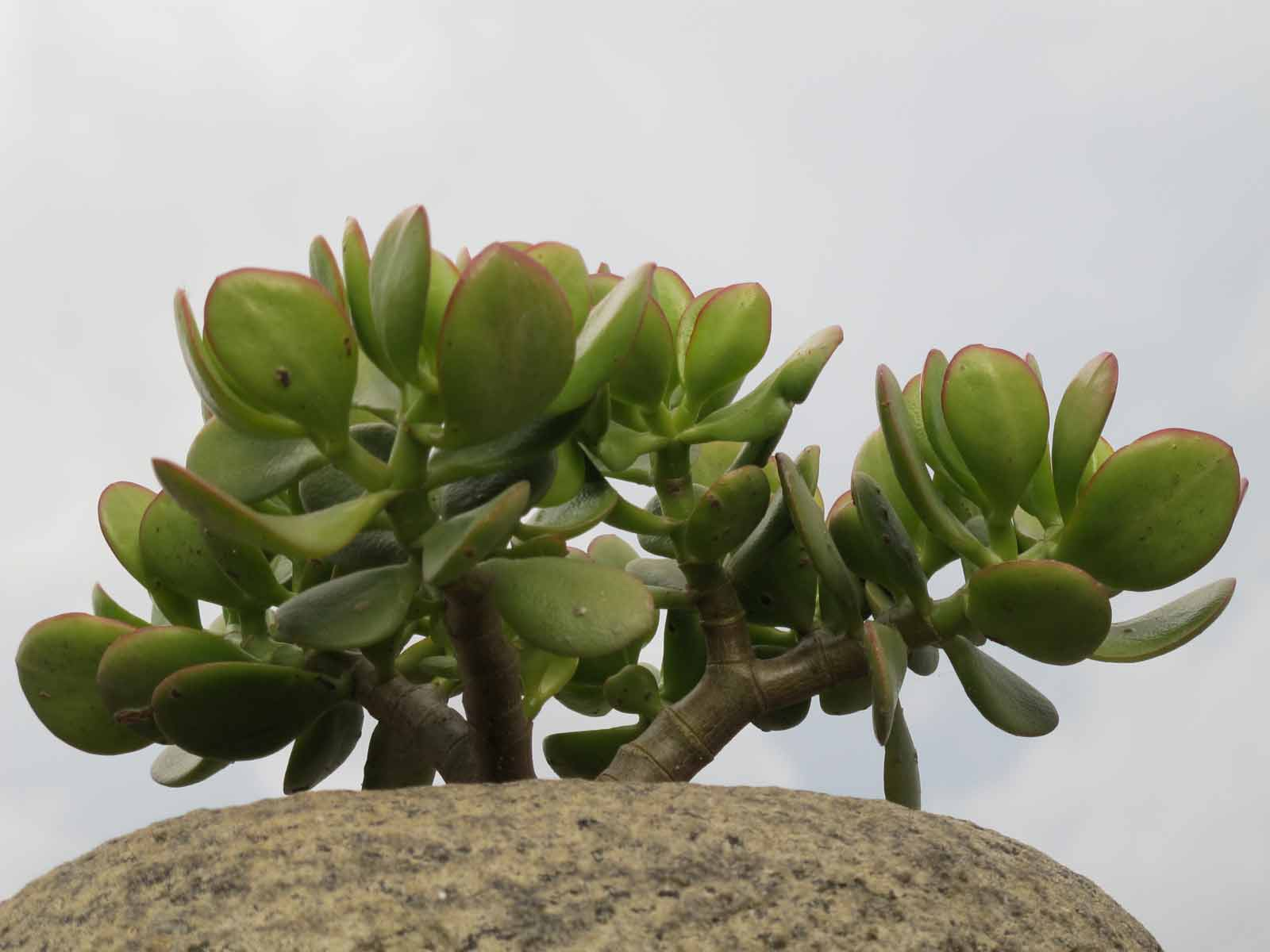
Crassula ovata, una crasulácea de hojas suculentas.

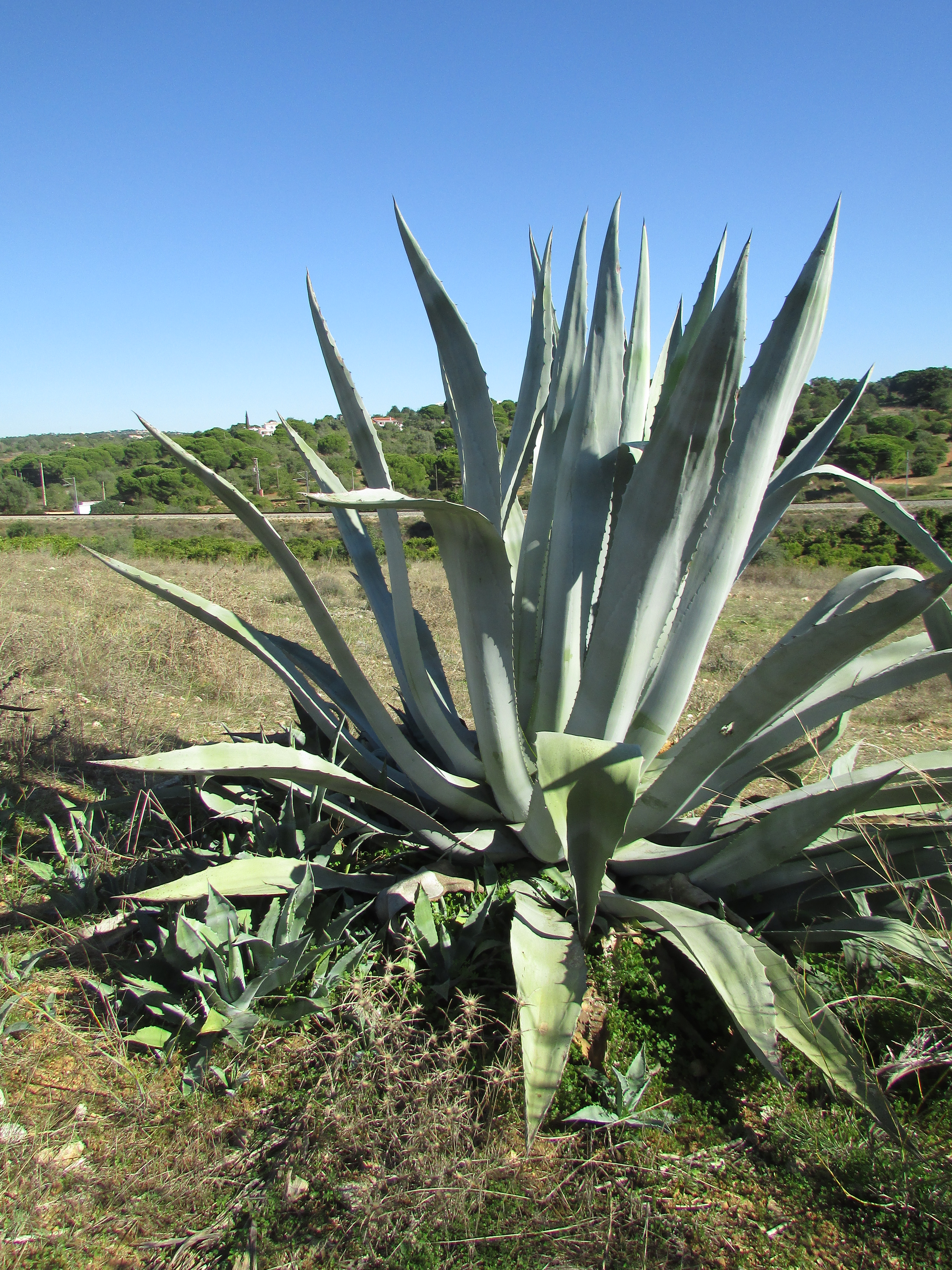
Un ágave (Agave).

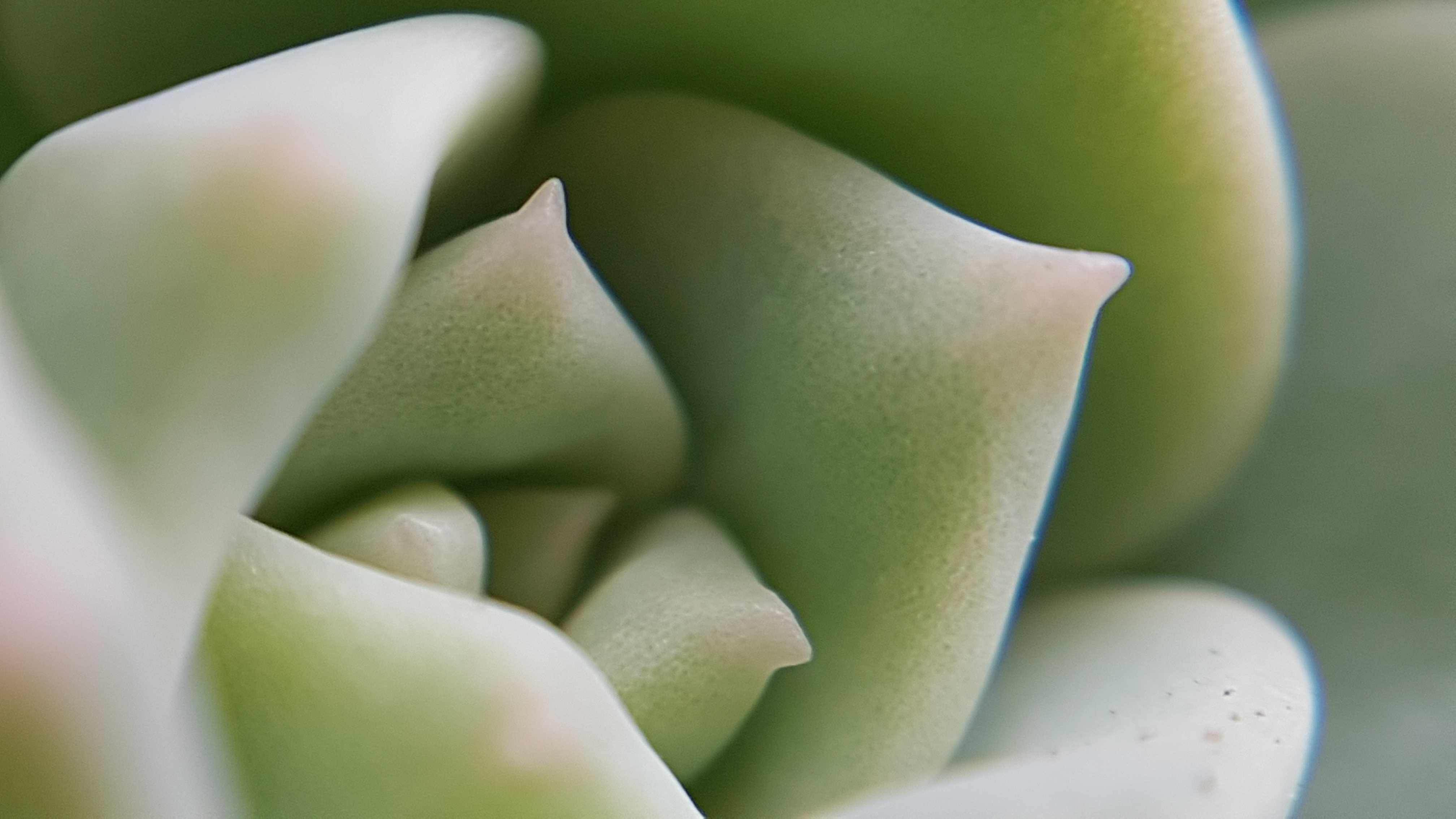
Vista con lente macro.

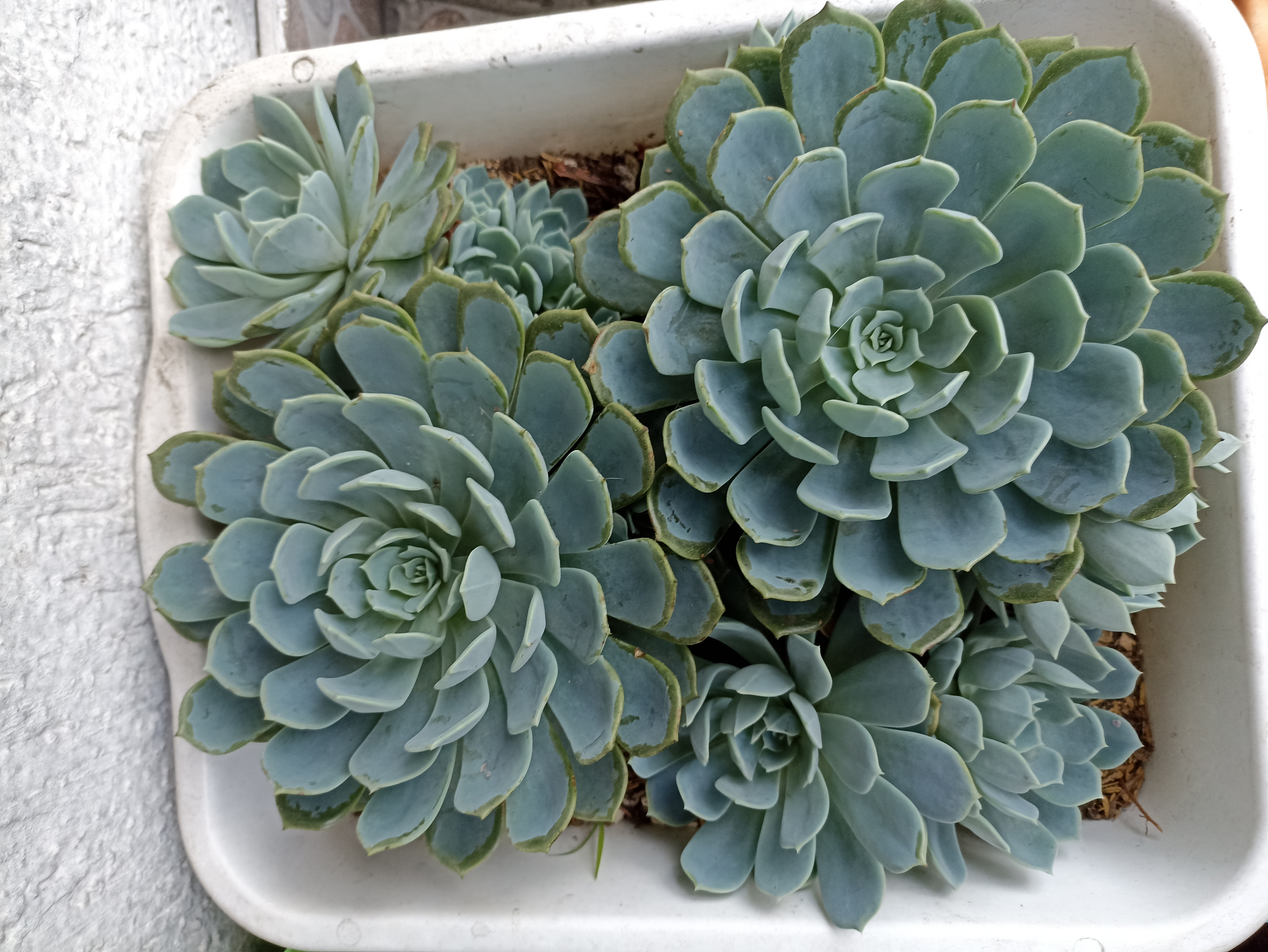
Suculenta, Echeveria, familia Crassulaceae.

Las plantas suculentas (del latín succulentus, que significa: "jugoso", "sustancioso") o crasas son aquellas en las que algún órgano está especializado en el almacenamiento de agua en cantidades mayores que las plantas sin esta adaptación. Estos órganos de reserva tienen una alta proporción de tejido parenquimático. El almacenamiento de agua en los órganos de algunas suculentas es de 90-95 %. Su adaptación les permite mantener reservas de agua durante períodos prolongados, y sobreviven a los largos períodos de sequía en climas áridos. Uno de los ejemplos más conocidos de suculencia es el de los tallos de los cactus del Nuevo Mundo, similar al de varias euforbiáceas y apocináceas africanas. Ejemplos de hojas suculentas se encuentran en Aloe, Agave, y en las crasuláceas.

## Descripción
Las plantas suculentas no están filogeneticamente relacionadas entre sí, sino que han desarrollado independientemente rasgos similares en un proceso de evolución convergente.

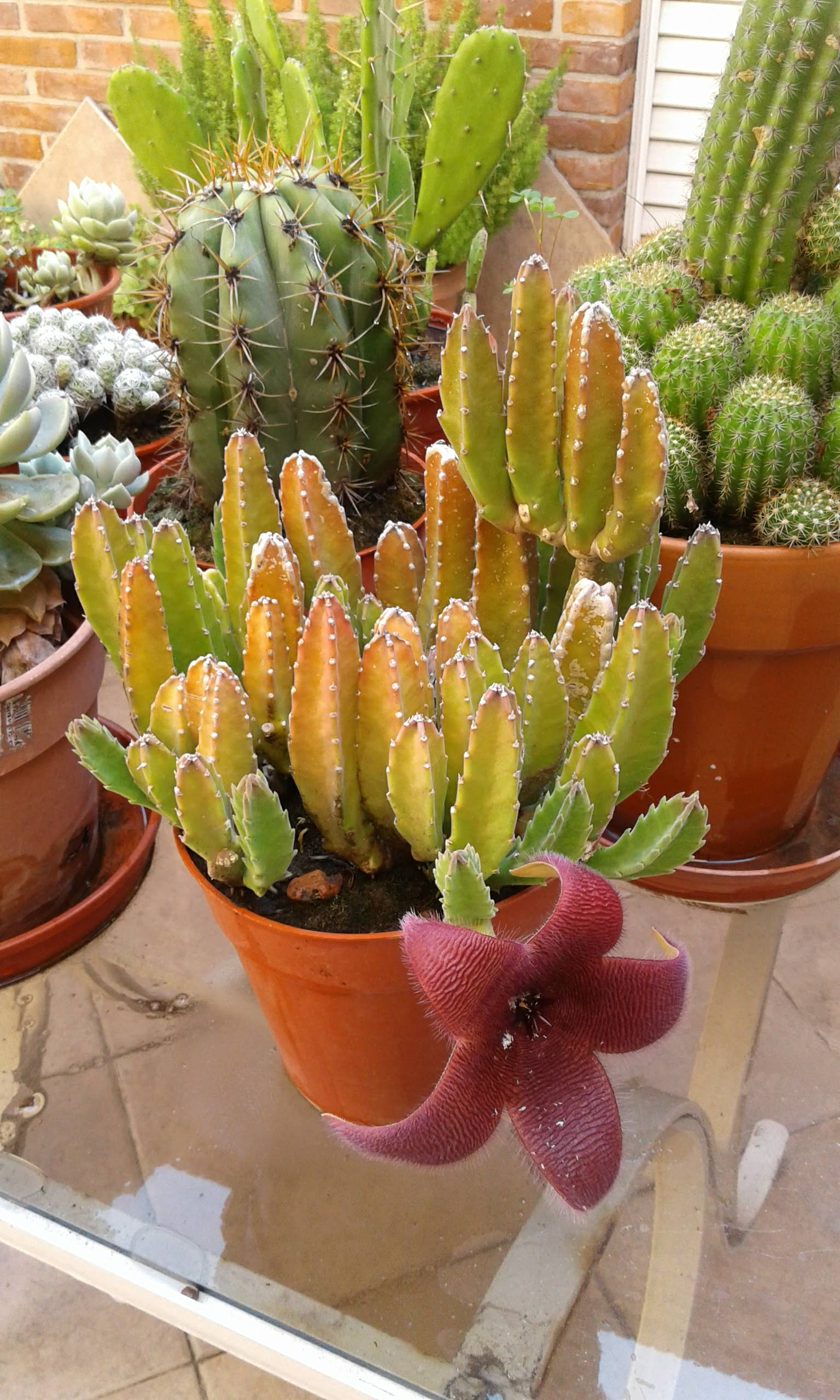
Plantas suculentas florecidas

Las suculentas son plantas resistentes a la sequía, ya que las hojas, tallo y raíces se han vuelto más "carnosos" debido al desarrollo de tejido de almacenamiento de agua. La adaptación de las suculentas les permite colonizar entornos áridos o en los que la captación de agua es limitada, aquellos que reciben poca competencia por parte de otras especies vegetales y en los que los herbívoros son escasos. Para que la captación de la escasa humedad presente en el ambiente sea posible, muchas suculentas son pubescentes, es decir, presentan una superficie cubierta de pelillos que retienen el rocío matutino. Otras técnicas empleadas para maximizar la retención de la humedad son la reducción de la superficie en comparación con el volumen de la planta, con lo cual se limita el número de ramificaciones y la longitud de estas, así como el desarrollo de recubrimientos pruinosos en la superficie de hojas y tallos.[cita requerida]
Los cactus presentan las hojas modificadas como espinas y los tallos suculentos y fotosintéticos.

## Familias
Debido a que las suculentas no son un grupo taxonómico fijo, hay miles de especies de suculentas clasificadas en diferentes familias. La mayoría de estas plantas pertenecen a las aizoáceas, a las cactáceas, a las crasuláceas y a las euforbiáceas, con más de mil especies cada una. Las familias con más representantes se encuentran en la siguiente tabla:
| Familia       | N.º especies suculentas | Órgano suculento | Distribución                     |
| ------------- | ----------------------- | ---------------- | -------------------------------- |
| Agavaceae     | 300                     | Hojas            | América Central y del Norte      |
| Aizoaceae     | 2000                    | Hojas            | Sur de África                    |
| Apocynaceae   | 500                     | Tallo            | África, península arábiga, India |
| Asphodelaceae | 500                     | Hojas            | África, Madagascar               |
| Cactaceae     | 1600                    | Tallo            | América                          |
| Crassulaceae  | 1300                    | Hojas            | Todo el mundo                    |
| Didiereaceae  | 20                      | Tallo            | África, Madagascar               |
| Euphorbiaceae | >1000                   | Tallo            | Todo el mundo                    |
| Portulacaceae | ?                       | Tallo y hojas    | América                          |

Gracias a su gran variedad de familias y diversidad dentro de las mismas, la suculenta también es utilizada dentro del diseño de interiores, jardines verticales, terrarios y dentro de un arte japonés llamado kokedama.

## Cuidados de las suculentas
- Poca agua: será suficiente regarlas una vez al mes en invierno, y una vez cada dos semanas en verano.
- Mucha luz: son parientes de los cactus, por lo que aman recibir luz. Colócalas en un lugar donde reciban luz directa y durante 8 o 10 horas al día mínimo.
- Drenaje:[5] son plantas que almacenan agua en sus hojas, por lo que será necesario que tengan un buen drenaje. La acumulación de agua puede hacer que sus raíces se pudran.
- Sustrato: utiliza sustrato arenoso y que no retenga humedad. Un sustrato específico para cactus puede ser ideal para las suculentas.
- Maceta: ya hemos visto la importancia del drenaje y del sustrato, así que es también importante elegir una maceta adecuada para tus suculentas.[6] Asegúrate de que tenga buena capacidad de drenaje y de que sea redonda, para que las raíces puedan crecer de manera uniforme.

## Referencias

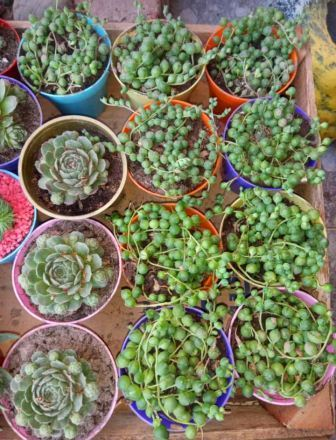
Planta Rosario: la planta Rosario, de nombre científico Curio rowleyanus, cuenta con unos tallos finos y largos y con hojas en forma de cilindros, lugar en el que guarda el agua que absorbe.